# 斯溫福德冰川
84°45′S 164°10′E / 84.750°S 164.167°E
斯溫福德冰川（英語：Swinford Glacier）是南極洲的冰川，位於沙克爾頓海岸，全長11公里，流經霍洛韋山和馬歇爾山脈，最終注入比爾德摩爾冰川，由英國探險隊發現，現時由南極條約體系管理。